# Stanisław Moniuszko

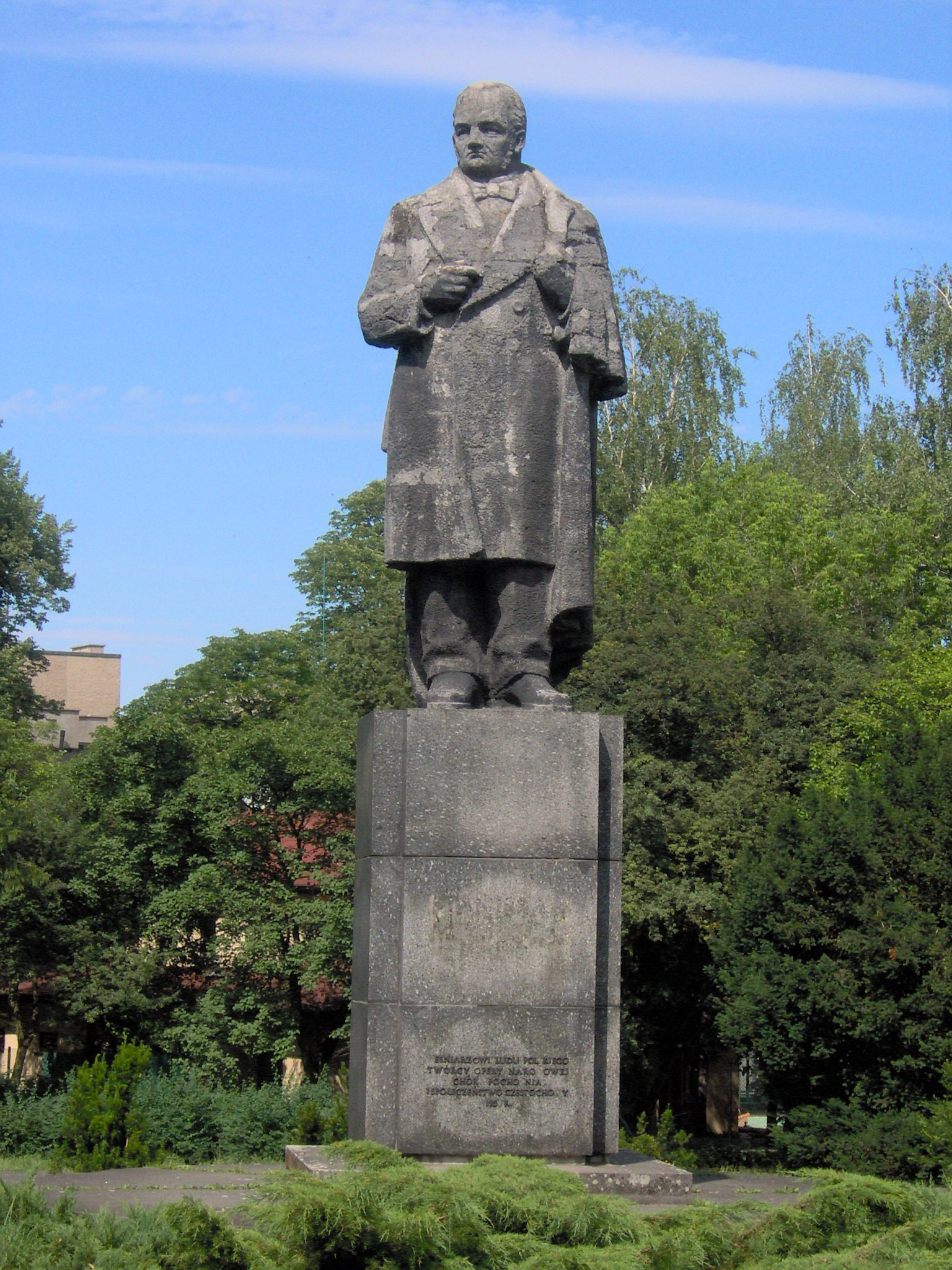
Monument van Stanisław Moniuszko in Częstochowa

Stanisław Moniuszko (Ubiel bij Minsk, toen Litouwen, 5 mei 1819 – Warschau, 4 juni 1872) was een Pools componist, muziekpedagoog, dirigent en organist.

## Levensloop
Zijn opleiding genoot hij allereerst thuis van zijn moeder Elżbiëta. Vanaf 1827 kreeg hij les van August Freyer in Warschau en sinds 1830 van Dominik Stefanowicz weer in Minsk. Vanaf 1837 tot 1839 kreeg hij opleiding in Berlijn door Carl Friedrich Rungenhagen en Gaspare Spontini en ging toen (1840) terug naar Litouwen, Vilnius.
Aldaar huwde hij met Aleksandra Müller.
Hij gaf daar de première van zijn eigen opera Halka. Ondertussen gaf hij les en was organist aan de Rooms-katholieke kerk van St. Johannes uit 1386 aldaar. Hij stelde ook eigen werk in Sint-Petersburg voor en kreeg goede kritieken in de lokale pers. In Sint-Petersburg werd hij bekend met vooraanstaande Russische componisten zoals Michail Glinka, Aleksandr Dargomyzjski, César Cui en Aleksandr Serov.
Na de première van een gereviseerde opera Halka in 1858 vertrok hij naar Warschau om daar dirigent te worden van de plaatselijke opera. Vanaf 1864 doceerde hij aan het Muziekinstituut van Warschau.

## Composities (selectief)

### Werken voor orkest
- 1848 Bajka (Sprookje) (1e versie), fantasie-ouverture voor orkest
- 1856 Cain, ouverture voor orkest
- 1857 Uwertura wojenna (Oorlog), ouverture voor orkest
- 1866 Concert polonaise, voor groot orkest

### Missen, cantates en gewijde muziek
- 1843 Litania Ostrobramska Nr. 1, litanie voor solisten, gemengd koor en orkest
- 1848 Milda, cantate voor solisten, gemengd koor en orkest
- 1848 Nijoła (Wundyny), cantate voor solisten, gemengd koor en orkest
- 1849 Litania Ostrobramska Nr. 2 litanie voor solisten, gemengd koor en orkest
- 1850 Msza żałobna (Requiem) in d-klein, voor gemengd koor, blaasinstrumenten en orgel
- 1854 Litania Ostrobramska Nr. 3, litanie voor solisten, gemengd koor en orkest
- 1855 Litania Ostrobramska Nr. 4, litanie voor solisten, gemengd koor en orkest
- 1859 Spectres, cantate voor solisten, gemengd koor en orkest
- 1867 Sonety krymskie, cantate (8 sonnetes) voor solisten, gemengd koor en orkest - tekst: Adam Mickiewicz
- 1872 Msza piotrowińska, mis in Bes-groot voor solisten, gemengd koor en orgel
- Missen (vijf verdere van 1850-1874) en andere kerkmuziek

### Muziektheater

#### Opera's
| Voltooid in                | titel                                        | aktes                       | première                                                                               | libretto                                                                      |
| -------------------------- | -------------------------------------------- | --------------------------- | -------------------------------------------------------------------------------------- | ----------------------------------------------------------------------------- |
| 1840                       | Loteria (De loterij)                         | 1 akte                      | 8 september 1841, Grodno                                                               | Oskar Milewski                                                                |
| 1840-1841                  | Karmaniol, czyli Francuzi lubią żartować     | 2 aktes                     | niet uitgevoerd                                                                        | Oskar Milewski, naar Théaulon de Torges en E. Jaime                           |
| 1841                       | Pobór rekrutów, (samen met: V. Krzyżanowski) | (fragment)                  | 23 september 1841, Minsk                                                               | Vincėnt Dunin-Marcinkievič                                                    |
| 1846-1847; 2e versie: 1857 | Halka                                        | 2 aktes; 2e versie: 4 aktes | 1 januari 1848, Vilnius, (concertante uitvoering); 2e versie: 1 januari 1858, Warschau | Włodzimierz Wolski                                                            |
| 1848                       | Sielanka; (samen met: V. Krzyżanowski)       | 2 aktes                     | niet bekend                                                                            | Vincent Dunin-Marcinkievič; (Russisch: Вінцэнт Дунін-Марцінкевіч) (1807-1884) |
| 1850                       | Jawnuta                                      | 2 aktes                     | 20 mei 1852, Vilnius                                                                   | Władysław Ludwik Anczyc                                                       |
| 1852                       | Bettly                                       | 2 aktes                     | 20 mei 1852, Vilnius                                                                   | Feliks Schober                                                                |
| 1858                       | Flis                                         | 1 akte                      | 24 september 1858, Warschau                                                            | Stanisław Bogusławski                                                         |
| 1859                       | Hrabina (De gravin)                          | 3 aktes                     | 7 februari 1860, Warschau                                                              | Wolski                                                                        |
| 1860                       | Verbum nobile                                | 1 akte                      | 1 januari 1861, Warschau                                                               | Jan Chęciński                                                                 |
| 1861-1862                  | Straszny dwór (Het spookkasteel)             | 4 aktes                     | 28 september 1865, Warschau                                                            | Jan Chęciński                                                                 |
| 1859/1869                  | Paria                                        | proloog en 2 aktes          | 11 december 1869, Warschau                                                             | Jan Chęciński                                                                 |

#### Operettes
| Voltooid in | titel                                                                      | aktes   | première                  | libretto                                                  |
| ----------- | -------------------------------------------------------------------------- | ------- | ------------------------- | --------------------------------------------------------- |
| 1835        | Biuraliści                                                                 | 1 akte  | niet uitgevoerd           | I. F. Skarbeck                                            |
| 1837-1839   | Nocleg w Apeninach (Een nacht in de Apennijnen)                            | 1 akte  | 1839, Vilnius             | Aleksander Fredro (1793-1876)                             |
| 1840-1841   | Cudowna woda (Het wonderbare water)                                        |         |                           |                                                           |
| 1841        | Ideał, czyli Nowe Precjoza                                                 |         | 1841, Vilnius             | Oskar Milewski                                            |
| 1841        | Nowy Don Kiszot czyli Sto szaleństw (De nieuwe Don Quixote of 100 Follies) | 3 aktes | 1849, Lwów                | Aleksander Graf Fredro, naar Miguel de Cervantes Saavedra |
| 1841        | Żółta szlafmyca                                                            |         |                           | Franciszek Zabłocki                                       |
| 1870-1871   | Beata                                                                      | 1 akte  | 2 februari 1872, Warschau | Jan Chęciński                                             |

#### Balletten
| Voltooid in | titel                                       | aktes   | première                   | libretto                  | choreografie |
| ----------- | ------------------------------------------- | ------- | -------------------------- | ------------------------- | ------------ |
| 1866        | Monte Christo                               | 5 aktes | 27 augustus 1866, Warschau | naar Alexandre Dumas père |              |
| 1868        | Na kwaterunka/Na kwaterze (In het Kwartier) | 1 akte  | 6 september 1868, Warschau |                           |              |

#### Toneelmuziek
- Toneelmuziek bij Hamlet en The Merry Wives of Windsor van Shakespeare
- 1842 Toneelmuziek bij Witolorauda van Józef Ignacy Kraszewski (1812-1887), 9 liederen voor gemengd koor

### Vocale muziek
- 1869 Pani Twardowska, ballade voor solisten, gemengd koor en orkest - tekst: Adam Mickiewicz
- 278 liederen, waarvan 268 gepubliceerd in de twaalf collecties genoemd Śpiewnik domowy

### Kamermuziek
- 1839 Strijkkwartet Nr. 1 in d klein
- 1840 Strijkkwartet Nr. 2 in F groot

### Werken voor piano
- 1843 Fraszki (Bagatelles)

## Trivia
- Naar hem is de muziekacademie in Gdańsk vernoemd:Stanisław Moniuszko Muziekacademie Gdańsk.